# درژان دالیپاگیچ
درژان دالیپاگیچ (به انگلیسی: Dražen Dalipagić؛ ۲۷ نوامبر ۱۹۵۱ – ۲۵ ژانویهٔ ۲۰۲۵) یک بازیکن بسکتبال اهل یوگسلاوی بود.
از باشگاه‌هایی که وی در آنها بازی کرده‌است، می‌توان به باشگاه بسکتبال پارتیزان، باشگاه بسکتبال ستاره سرخ بلگراد و باشگاه بسکتبال رئال مادرید اشاره کرد.
وی در مسابقات کشوری و بین‌المللی در مجموع برندهٔ ۶ مدال طلا، ۳ مدال نقره و ۴ مدال برنز شد.